# Malliner Wasser
Das Malliner Wasser ist ein ostwärts fließender linker Zufluss der Tollense in Mecklenburg-Vorpommern. Topografisch kann der Malliner See als Ausgangspunkt betrachtet werden. Hydrografisch wird auch dessen Hauptzufluss aus dem Penzliner Stadtsee dem Gewässerlauf Malliner Wasser zugerechnet, sowie dessen wichtigster Zufluss, der Mühlengraben aus dem Mühlensee bei Ankershagen mit dem westlich davon gelegenen Bornsee als Quellsee. Kurz unterhalb des Malliner Sees mündet von Norden der Aalbach in das Malliner Wasser, das unterhalb dieser Einmündung in manchen Karten ebenfalls als Aalbach bezeichnet wird, nicht allerdings in der topografischen Landesaufnahme des späten 19. und frühen 20. Jahrhunderts. Im Messtischblatt steht, etwa an dem im Foto der Infobox abgebildeten Bereich, der Namenszug „Malliner Wasser“.
„Aalbach“ steht im Messtischblatt an jenem nördlichen Zufluss an den letzten knapp 4 km vor seiner Vereinigung mit dem Ausfluss des Malliner Sees. Oberhalb davon ist die Namensverwendung „Aalbach“ oder „Aal-Beck“ uneinheitlich und teilweise mehrdeutig. Dieses Gewässer mag im späten 19. und frühen 20. Jahrhundert als Hauptstrom betrachtet worden sein.